# Ostrov nad Oslavou
Ostrov nad Oslavou település Csehországban, a Žďár nad Sázavou-i járásban. Ostrov nad Oslavou Rousměrov, Radostín nad Oslavou, Sazomín, Bohdalec, Kotlasy, Obyčtov és Kněževes településekkel határos. Lakosainak száma 1012 fő (2024. január 1.).

## Népesség
A település lakosságának változását az alábbi diagram mutatja:
| Lakosok száma | 956  | 839  | 762  | 674  | 815  | 887  | 957  | 963  | 965  | 1012 |
|               | 1869 | 1890 | 1921 | 1950 | 1980 | 2001 | 2017 | 2019 | 2022 | 2024 |